# Alex Vermeulen (umělec)
Alex Vermeulen (Eindhoven, 9. prosince 1954) je nizozemský umělecký fotograf, sochař, kreslíř, mediální umělec a video umělec. Zpočátku pracoval v Eindhovenu a Amsterdamu. Od roku 2014 žije a pracuje na Bali a v New Yorku.

## Životopis
Vermeulen je samouk a zahájil svou kariéru jako umělecký fotograf. Muzeum Van Abbemuseum v Eindhovenu má ve své sbírce řadu jeho fotografií. V osmdesátých a na počátku devadesátých let napsal několik publikací.
V roce 1996 se v muzeu Stedelijk v Amsterdamu uskutečnila velká samostatná výstava jeho prací s názvem Fuga futuri. Kromě výstavy jeho prací proběhla instalace videoartu a byl vydán dokument a kniha, kterou vydal společně s muzeem. V roce 1999 následovala výstava v Muzeu současného umění v Antverpách.
Jeho práce byla uvedena v galeriích, nachází se pod širým nebem na mnoha místech, včetně měst jako jsou Amersfoort, Terneuzen, Rijswijk, Diemen a Heeten. Pracuje pod pseudonymy SOH (States Of Humanity) a The Syndicate Foundation.

## Umělecká díla

### SOH19 States of Nature

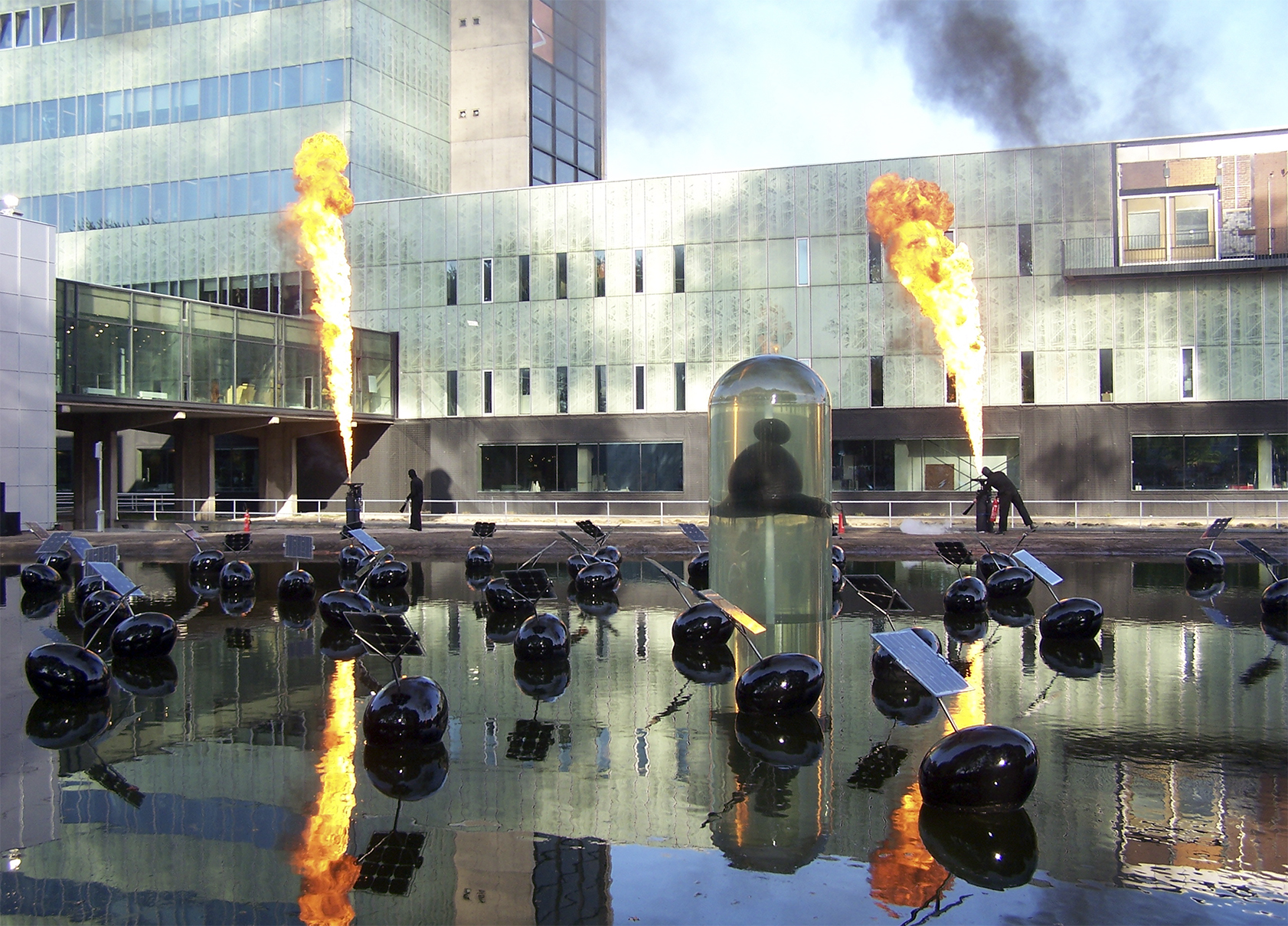
Ohňová show po dokončení SOH19 States of Nature (2006)

Dne 12. září 2006 dokončil projekt, na kterém 6 let pracoval s 32 studenty fyziky z Eindhoven University of Technology. Měla název SOH19 States of Nature a byla jedním z největších uměleckých děl ve veřejném prostoru v Nizozemsku. Myšlenka vznikla mezi samotnými studenty kolem roku 1999/2000.
Hlavním rysem díla byl Buddha v kapsli z plexiskla, který se během dne vznášel tři metry nad rybníkem a při západu slunce se potopil pod hladinu. Kromě toho v rybníku plavalo 88 černých vajec o rozloze 1700 m 3, každé se solárním panelem. Panely poskytovaly proud pro magnetické pole, kterým byl Buddha zvedán.
Univerzita měla v úmyslu nechat umělecká díla stát patnáct let. Dne 1. července 2010 však kapsle z plexiskla praskla a Buddha spadl na dno rybníka. V červenci 2014 byl Buddha instalován znovu, ale tentokrát s hydraulickým systémem, místo aby se vznášel nad elektromagnety.

### Othene, Terneuzen
V rezidenční čtvrti Othene v Terneuzenu jsou jeho umělecká díla na třech kruhových objezdech, které symbolizují harmonii. Umělecká díla se skládají z bílého vajíčka s černými panenkami na něm nebo v něm. V roce 2013 byly panenky vážně poškozeny vandaly, ale později je umělec obnovil.

## Galerie

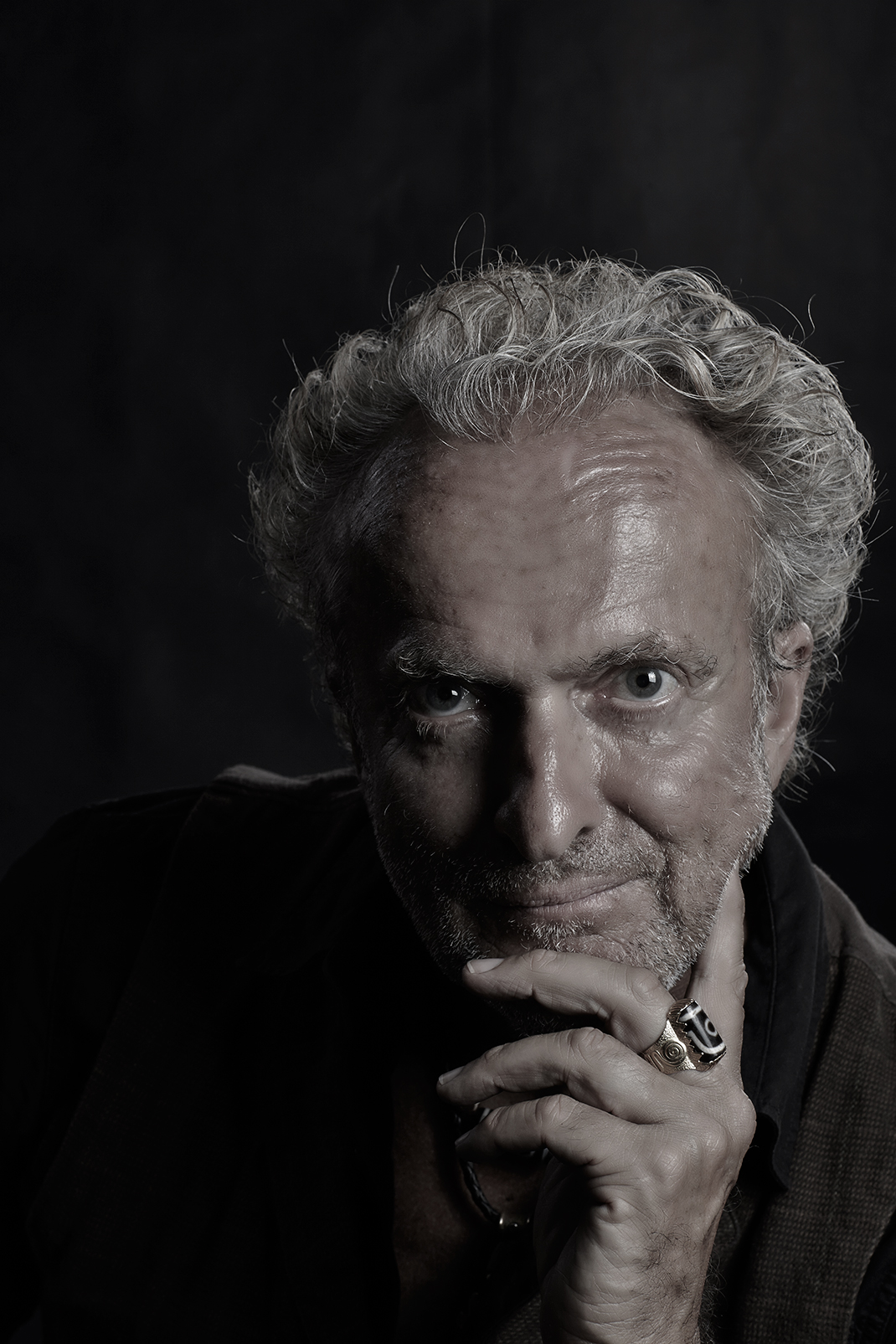
Alex Vermeulen
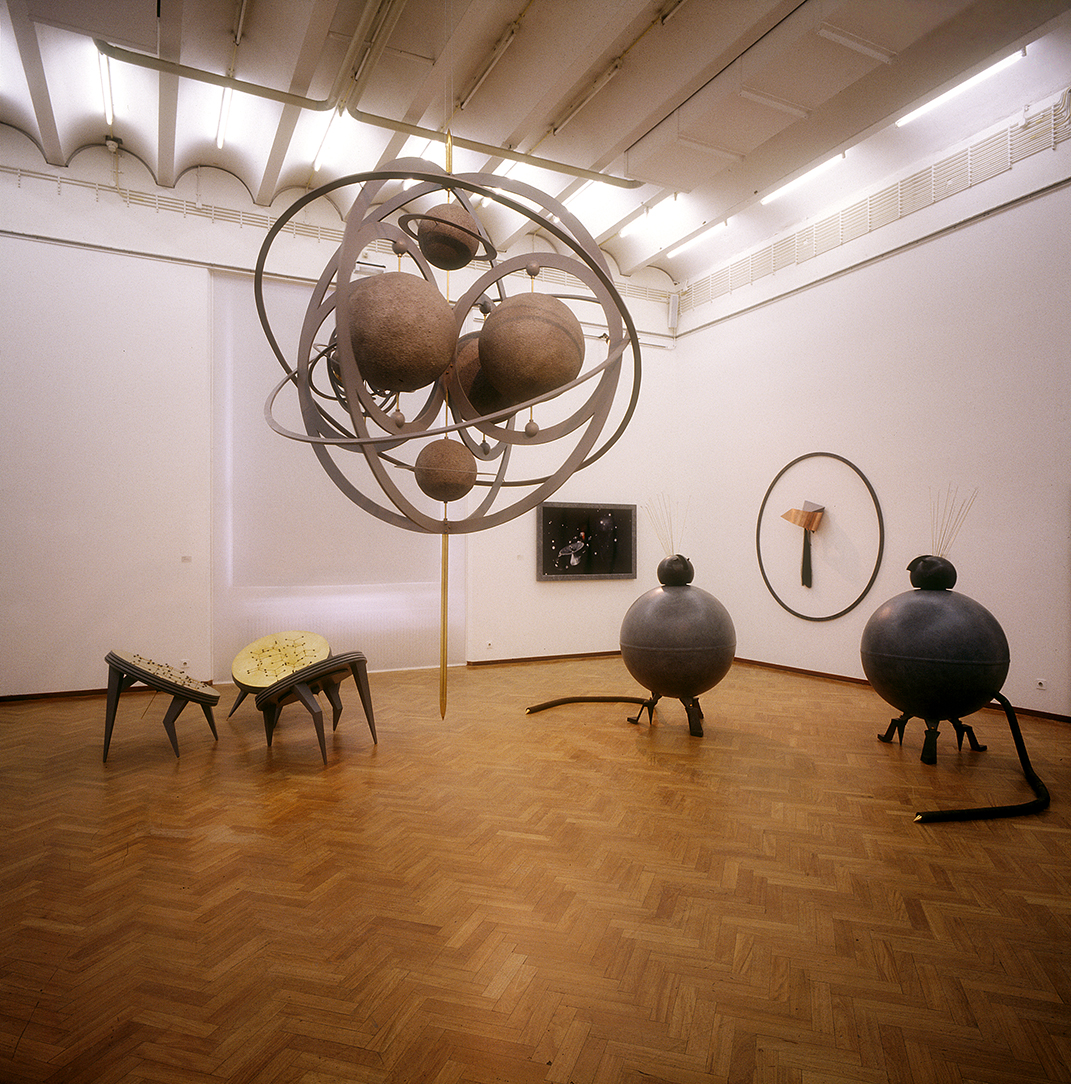
Fuga Futuri (1996) Stedelijk Museum, Amsterdam
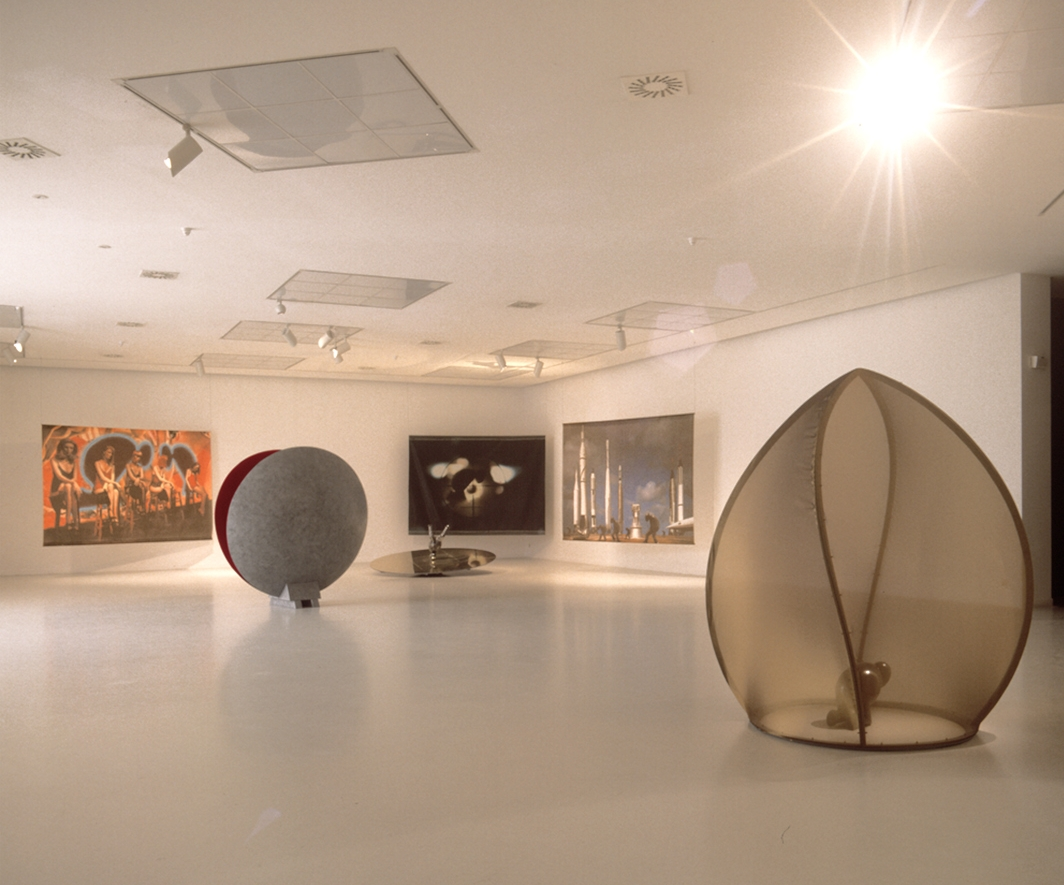
SOH1 (1999) MuHKA, Antwerpy
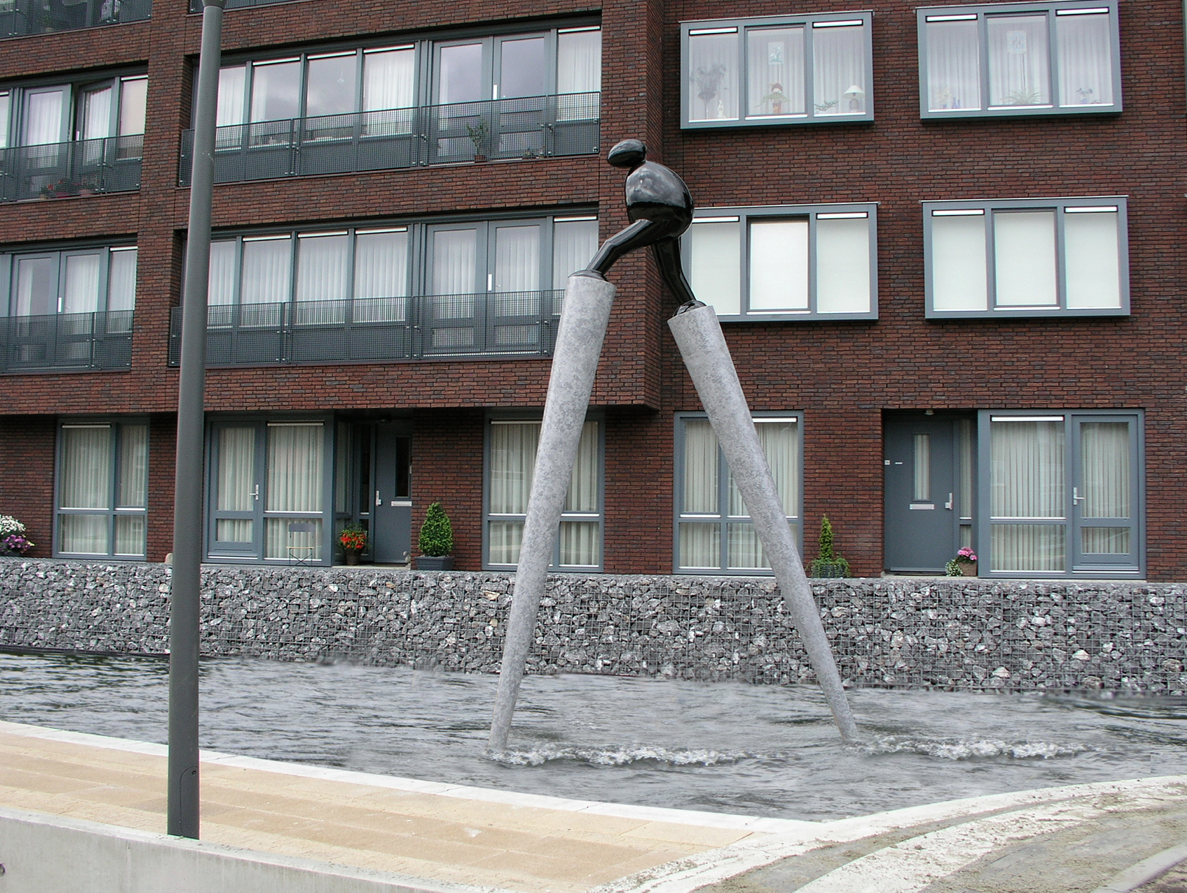
Steltloper (2007) Landgoed Driesen, Waalwijk
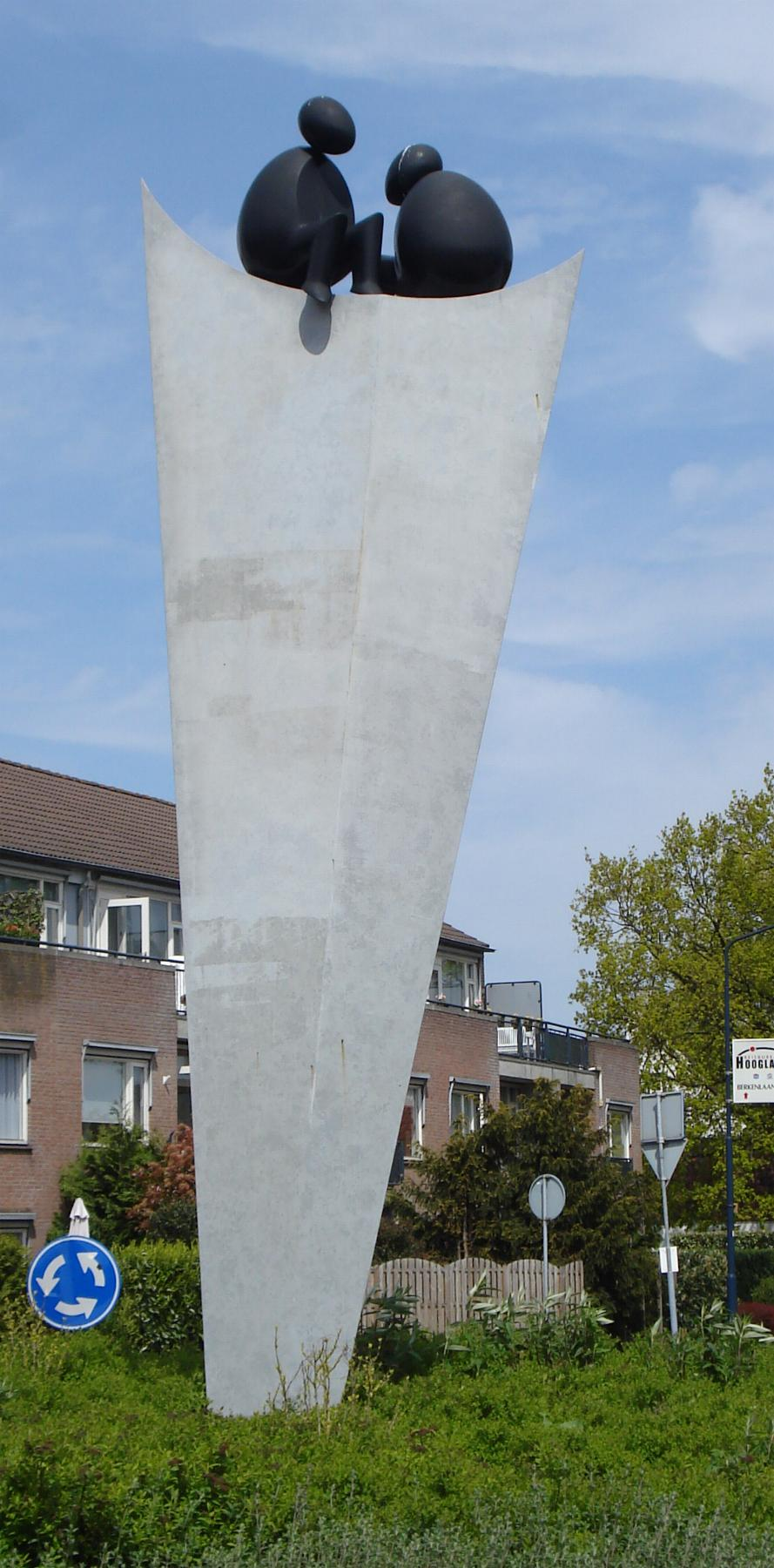
Amersfoort kunstwerk overlegging
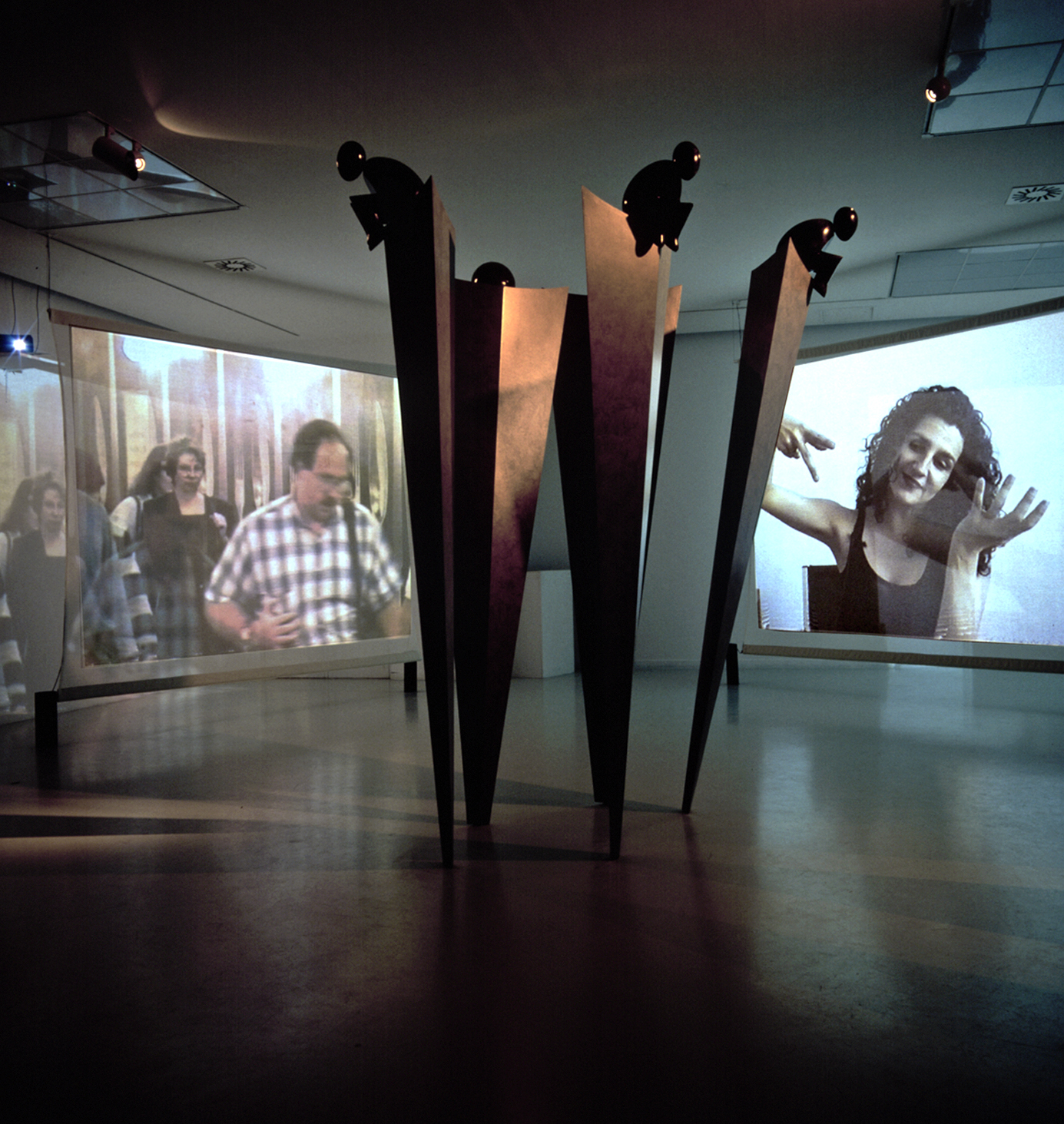
Arch. film muhka
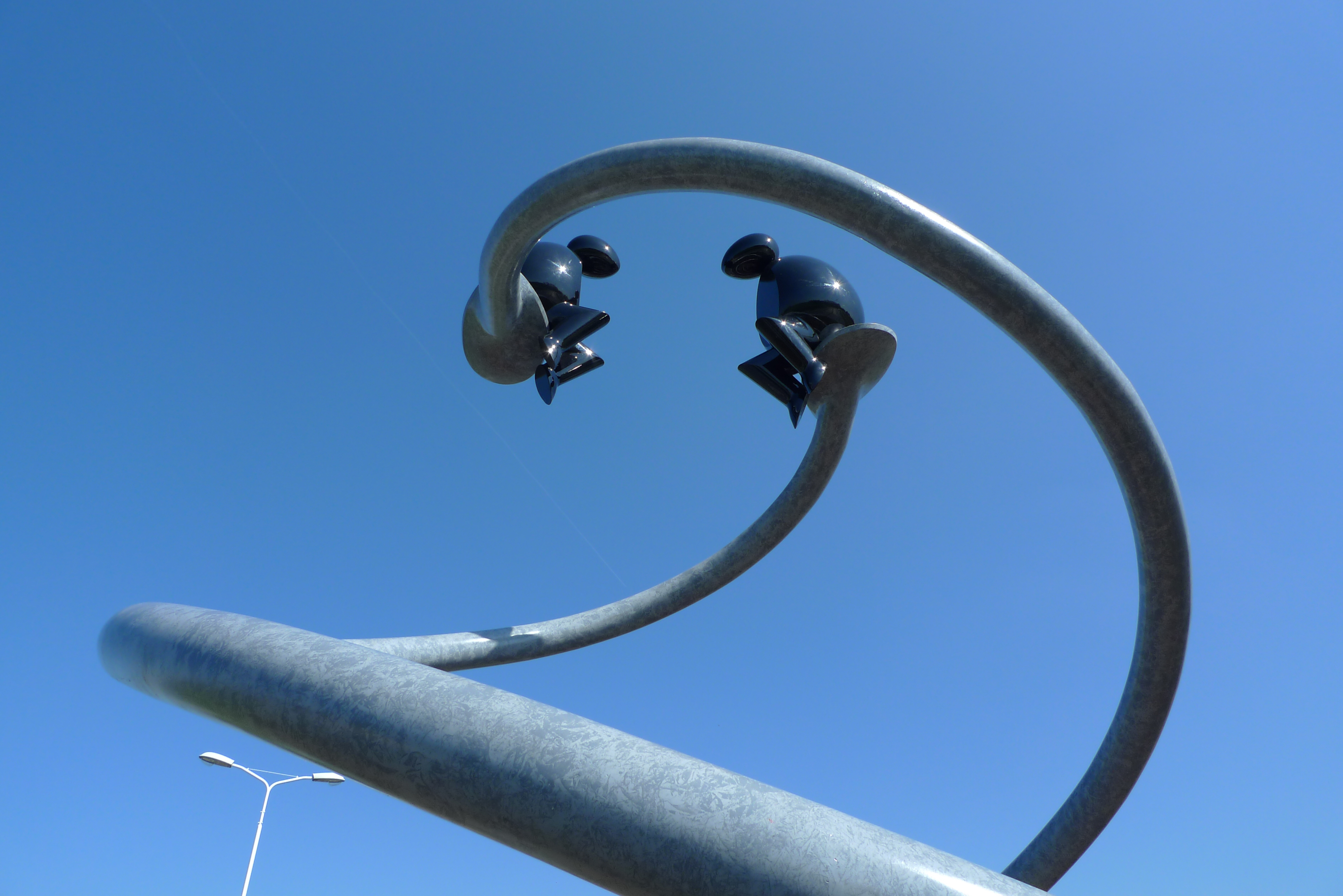
Raalte Heeten detail 2008
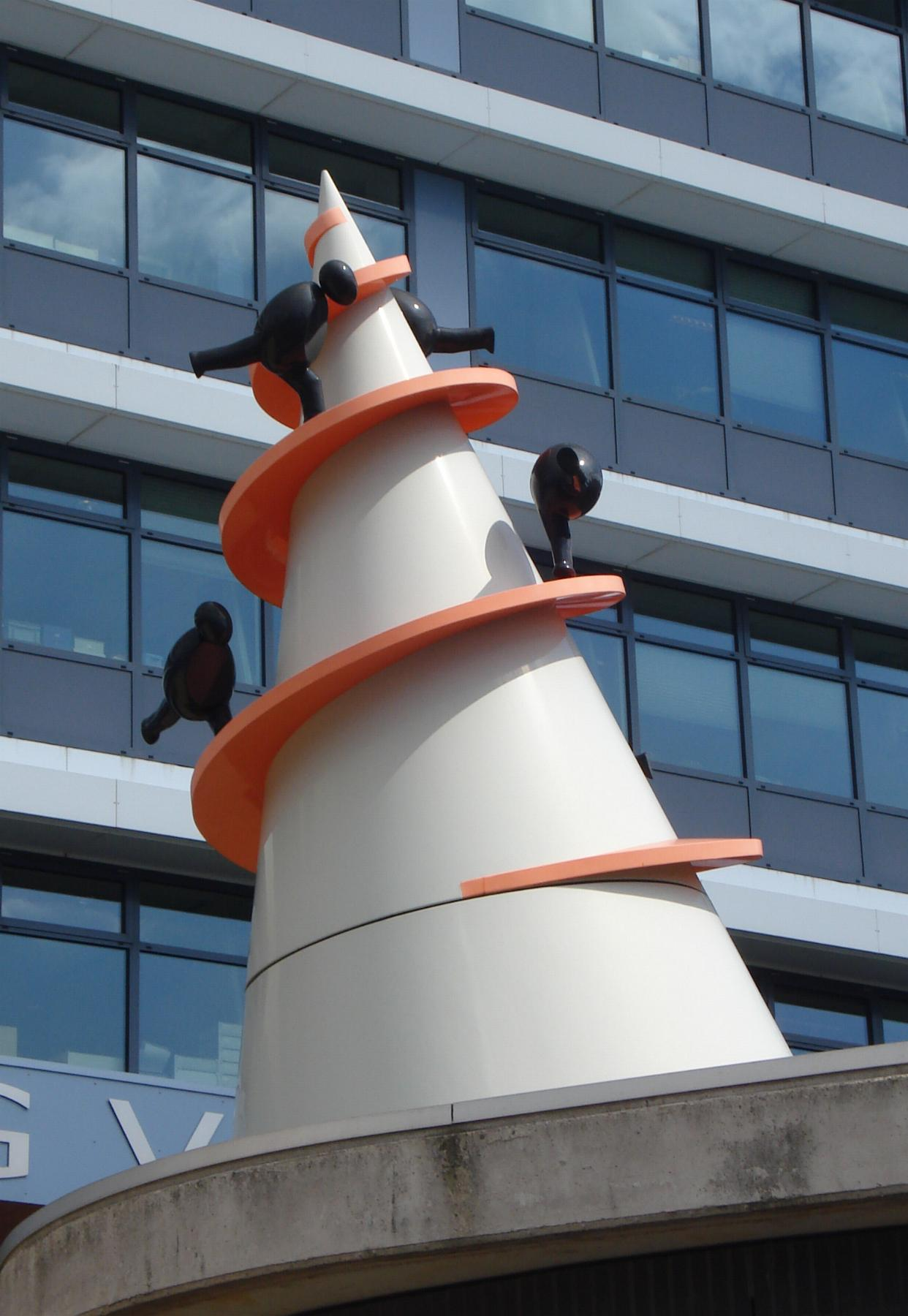
Rijswijk kunstwerk states of humanity
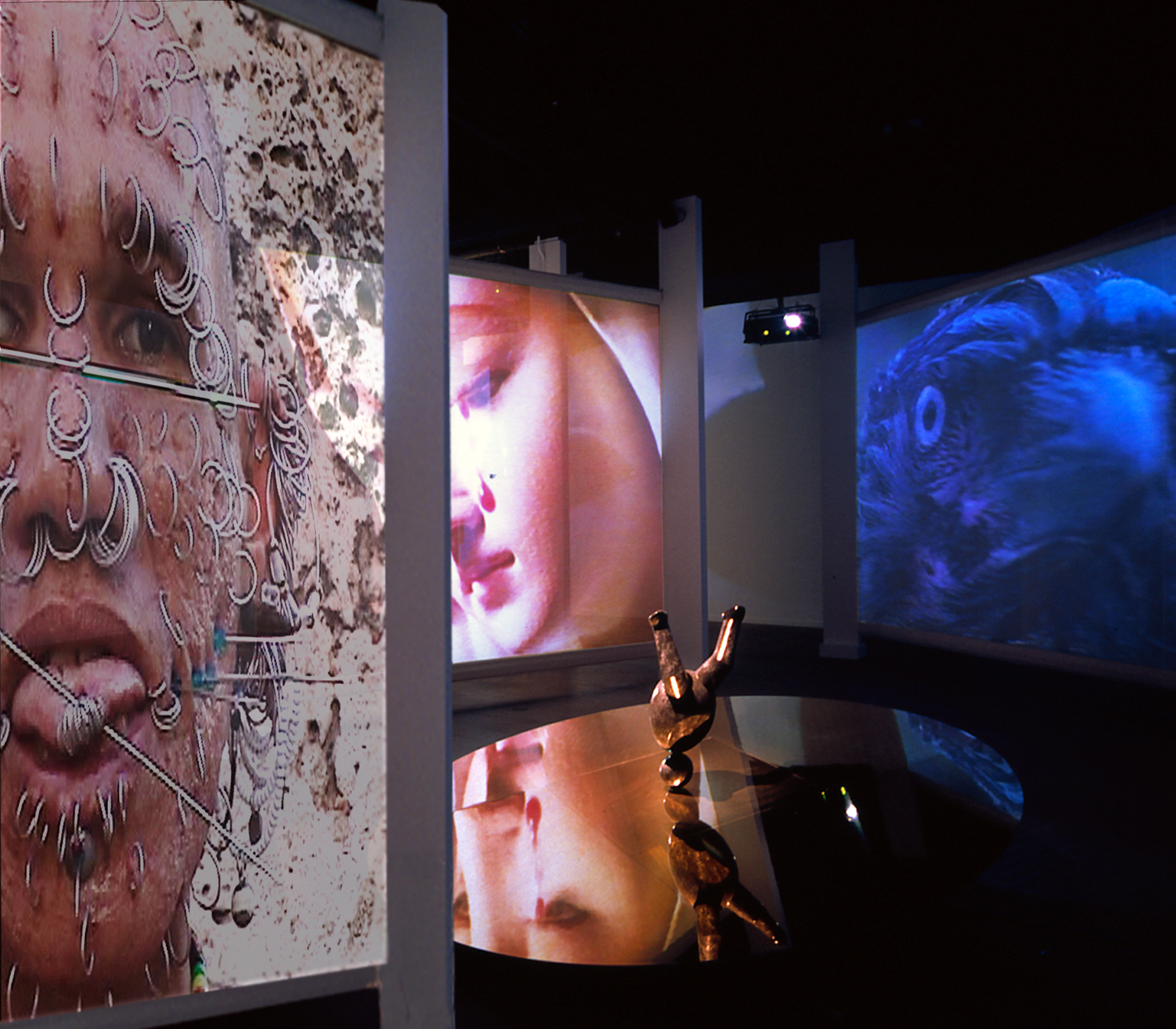
SOH3-the-Mental-Urban-Labyrinth